# Paleoicnologia
A paleoicnologia faz parte da icnologia e estuda os vestígios fósseis das atividades orgânicas deixados por organismos fósseis, os icnofósseis. Apesar dos icnofósseis mais conhecidos serem aqueles produzidos por vertebrados, como as pegadas, são encontrados diversos tipos que apresentam grande importância para a ciência. Ao contrário dos fósseis corporais, que preservam partes anatômicas, os icnofósseis registram as interações entre os organismos e o substrato, refletindo comportamentos como locomoção, escavação e alimentação.

## Formação e preservação dos icnofósseis
- Criação do vestígio - Corresponde ao momento em que o organismo interagiu com o substrato, deixando marcas que refletem sua morfologia e também seus hábitos e comportamentos. A natureza do vestígio depende de diversos fatores, como o tipo de substrato, e as condições ambientais no momento do registro;
- Enterramento e preservação -  Para que o vestígio seja preservado, é essencial que ele seja rapidamente soterrado por sedimentos, protegendo-o da erosão e da bioerosão, que é realizada por organismos vivos. As características tafonômicas do ambiente, como nível de oxigênio, as flutuações do nível hidrostático e bioturbação por exemplo, influenciam na probabilidade de fossilização[3];
- Fossilização e modificações pós-deposicionais (diagênese) -  Ao longo do tempo geológico, os vestígios podem sofrer compactação, mineralização, dissolução, recristalização, entre outros processos. A diagênese inclui processos físico-químicos que estabilizam e consolidam os icnofósseis no registro sedimentar, acontecendo em ambientes com baixa temperatura e pressão.

## Tipos de icnofósseis
Há vários tipos exemplificados a seguir:
- Pegadas e trilhas - Provavelmente, o tipo mais conhecido de icnofóssil, que nos fornece informações como tamanho do pé, quantidade de dedos, como andavam e viviam;
- Urólitos - São marcas de urina que ajudam a determinar altura e, até mesmo, nomenclatura dos animais;
- Coprólitos - Fezes fossilizadas, pode não ser algo glamoroso, porém tem uma enorme contribuição para descobrir o hábito do animal, relação social, tamanho do animal e até mesmo interação com parasitas intestinais[4];
- Ninhos e ovos - Podem representar cuidado parental e estratégia de vida dos animais. É possível encontrar ovos com fetos dentro deles, o que permite que morfologia externa e interna possam ser vistas e estudadas;
- Tocas e galerias - Estruturas que foram cavadas por animais para meio de fuga de predadores, abrigo, proteção de filhotes, entre outras coisas que se podem imaginar. Estudar esses icnofósseis seria como estudar a casa de animais pré-históricos;
- Rastros de invertebrados - Pode nos fornecer informações sobre a forma que esses animais se locomoviam;
- Moldes de raízes e folhas - Necessários para filogenia e taxonomia das plantas do planeta;
- Marcas de alimentação - Registros de interações com fontes alimentares no substrato, úteis para reconstruir hábitos alimentares e interações tróficas.

## Aplicações científicas
A paleoicnologia tem ampla aplicação científica, se destacando na reconstrução de ecossistemas antigos por meio da análise de comportamentos preservados, contribuindo apara a paleoecologia. Na bioestratigrafia, os icnofósseis funcionam como importantes marcadores para a correlação e datação de camadas sedimentares. Já na geologia do petróleo, o estudo da bioturbação auxilia na avaliação da qualidade de reservatórios, processo relacionado diretamente com a porosidade e permeabilidade da rocha que armazena o petróleo. 

## Descobertas notáveis

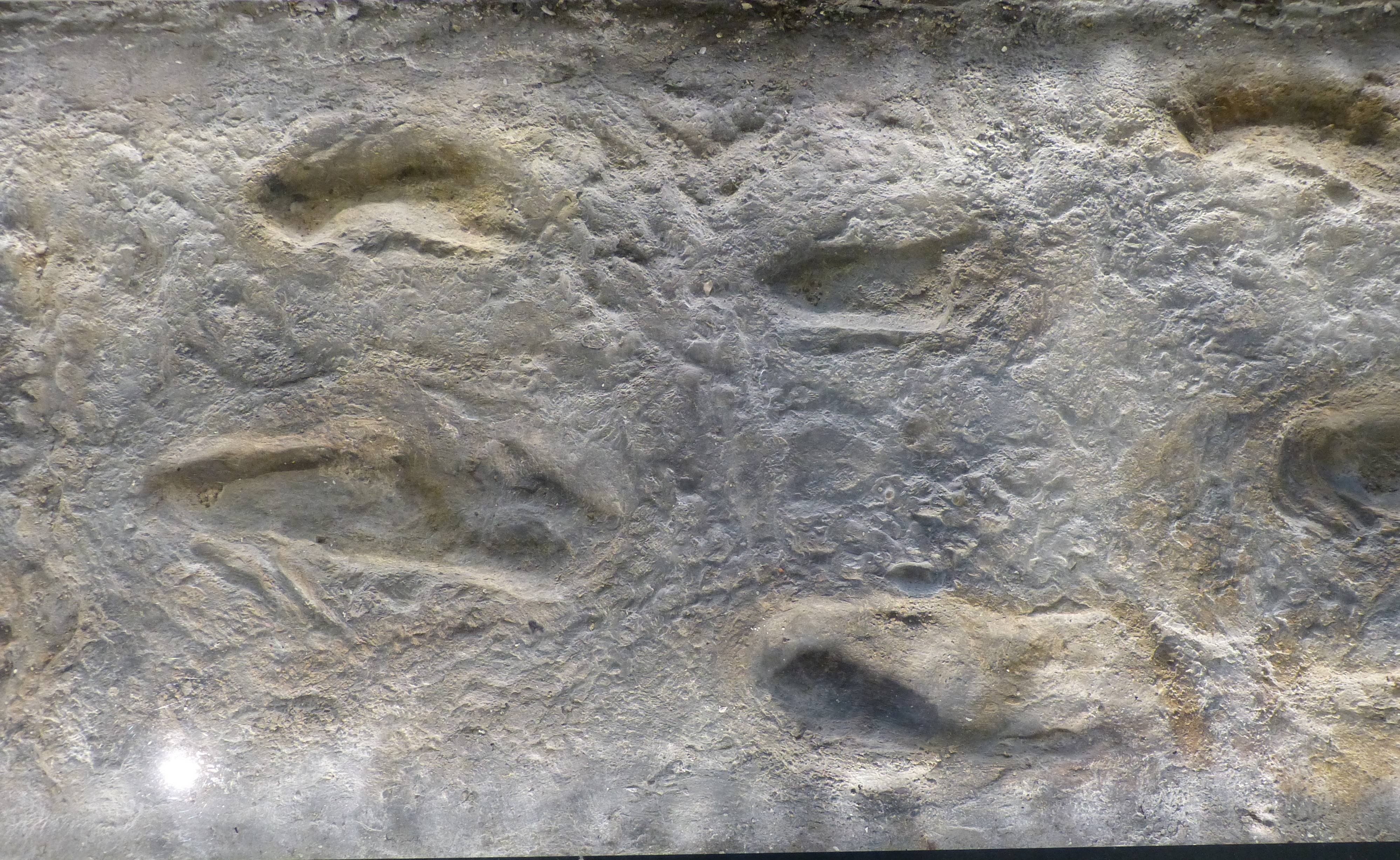
Pegadas de Laetoli

Pegadas de Laetoli (Tanzânia, ~ 3,7Ma): evidência direta de locomoção bípede em hominídeos ancestrais.
Trilhas de trilobitas: são conhecidas como Cruziana, Diplichnites e Rusophycus. Essas estruturas além de revelarem padrões de locomoção desses artrópodes marinhos, também mostram comportamentos, como a escavação em substratos.
Coprólitos de dinossauros: fornece informações sobre dieta, podendo até mesmo levar a descobertas de outros organismos, que fossilizaram no sistema digestório do animal a quem pertence o coprólito.

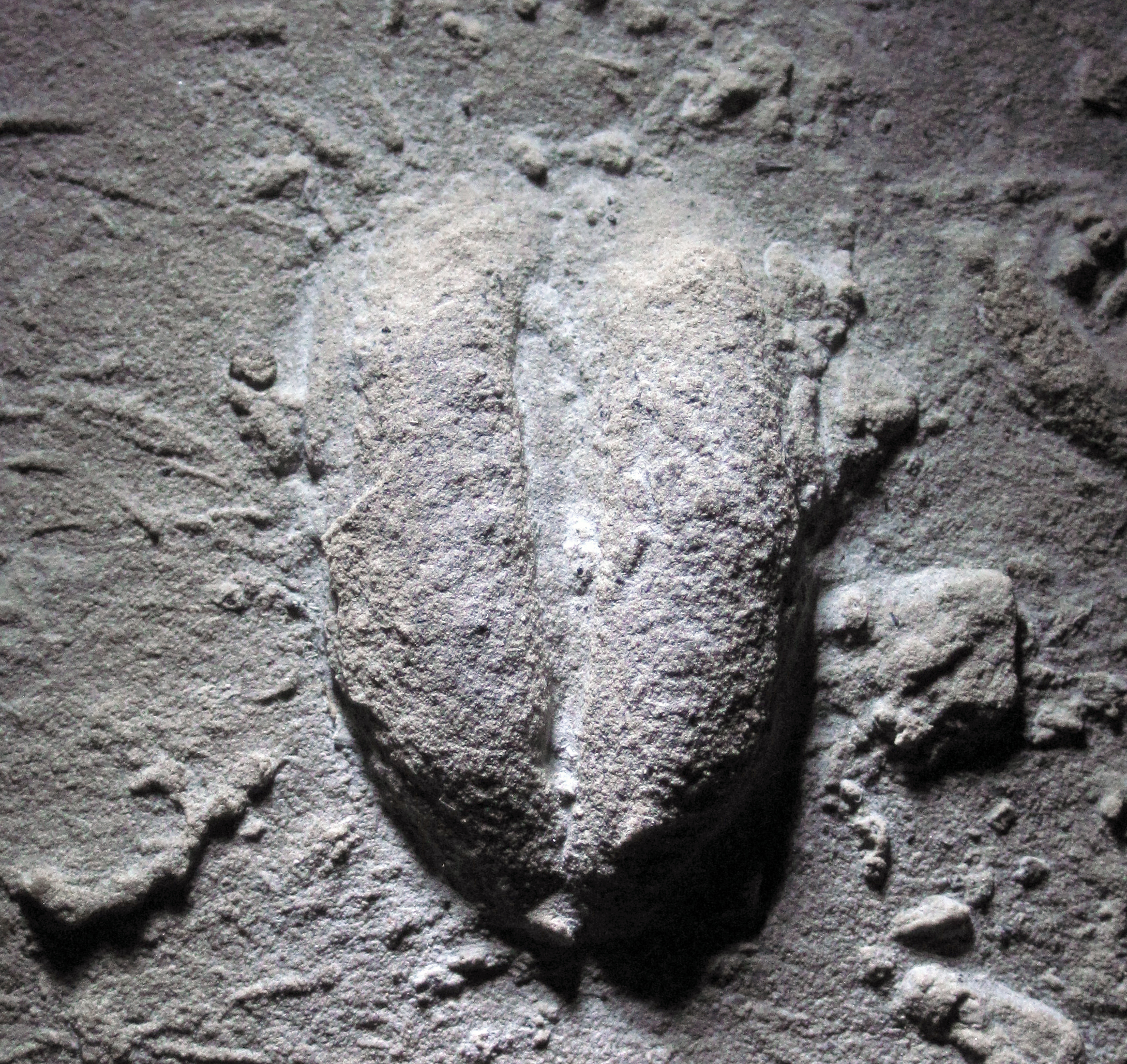
Rusophycus, icnofóssil de descanso de trilobitas

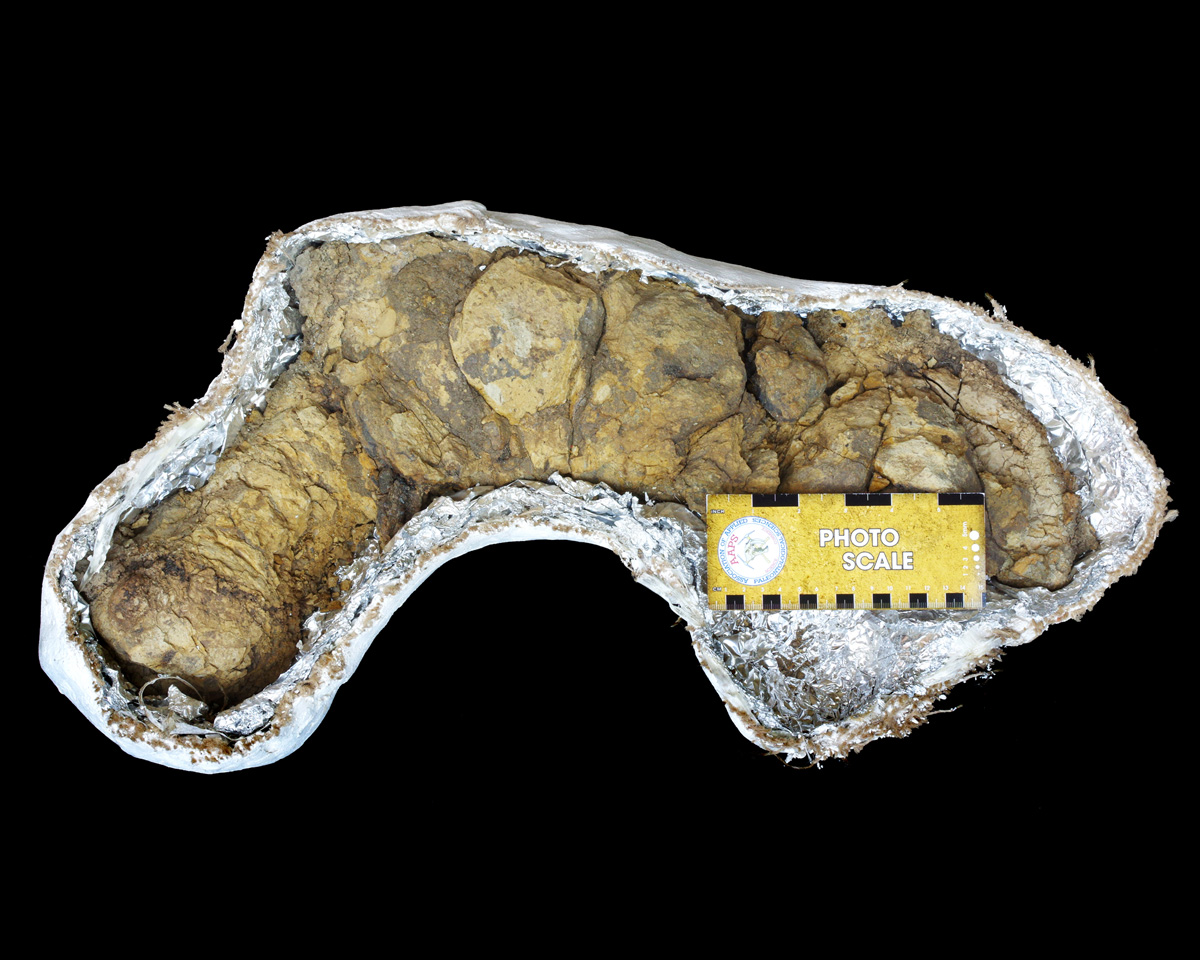
Coprólito de dinossauro, muito provavelmente de um Tyrannosaurus rex.

## Importância
É um dos ramos mais importantes da paleontologia, pois através dela temos entendimento sobre a forma de vida de animais e plantas fossilizados, que são essenciais para que a história da vida na terra seja melhor compreendida e as lacunas existentes sejam preenchidas.
É uma das melhores formas, se não únicas, de encontrarmos vestígios de alguns animais que apresentam corpo mole. Além da fossilização ser algo raro de acontecer, esses animais não possuem partes duras no seu corpo, o que dificulta que sejam fossilizados, sendo assim, a única forma de sabermos da sua existência é através dos icnofósseis, dos vestígios deixados por eles ao longo de sua vida.